# 4.50 från Paddington
4.50 från Paddington är en brittisk deckare av Agatha Christie från 1957 med miss Marple som detektiv.
Recensenter vid tiden för publiceringen gillade i allmänhet romanen, men skulle ha velat ha mer direkt inblandning av Miss Marple, och mindre hänsyn till hennes sviktande hälsa, genom att använda andra för att agera för henne. En senare recension av Barnard fann att berättelsen saknade ledtrådar, men noterade positivt Lucy Eyelesbarrow som en självständig kvinnlig karaktär.
Filmen med samma namn  från 1961 baserades på romanen, liksom flera TV-versioner.

## Titeln
Den brittiska (och svenska) titeln 4.50 från Paddington anger en tågtid som avgår på eftermiddagen från Paddington Station, en stor station i centrala London. På brittiskt sätt skrivs tiden som 4.50 (i senare tidtabeller skulle den vara 16:50). Londons järnvägsstationer ansågs kanske inte som särskilt kända av den amerikanske förläggaren och därför ändrades titeln i USA till What Mrs McGillicuddy Saw!, som också syftar på det ögonblick då mordet ägde rum på tåget.
Den brittiska versionen skulle heta 4.54 från Paddington fram till sista minuten, då titeln och textreferenserna ändrades till 4.50 från Paddington. Denna ändring kommunicerades inte till förlaget Dodd Mead förrän efter att boken trycktes, så textreferenserna till tiden visar 4.54 istället för 4.50.

## Handling
Elspeth McGillicuddy ska besöka sin väninna Jane Marple. Hennes tåg passerar ett annat som kör i samma riktning. Hon ser en man på det andra tåget med ryggen mot henne som stryper en kvinna. Mrs McGillicuddy beskriver för miss Marple att den döende kvinnan hade blont hår och bar en pälskappa och att mannen var lång och mörk, fastän hon bara såg hans rygg. Miss Marple tror henne, eftersom hon vet att hennes vän är trovärdig i sin beskrivning. Eftersom det inte finns någon nyhetsrapport om att en kropp har hittats får Miss Marple på egen hand lösa fallet. Miss Marple börjar leta efter kroppen, som måste ligga efter spåret. Några föremål som tillhör den mördade kvinnan hittas nära godset Rutherford Hall, där familjen Crackenthorpe bor sedan länge. Miss Marple behöver dock någon yngre osom kan undersöka saken närmare och hon vänder sig till sin vän Lucy Eylesbarrow, en ung och intelligent kvinna som trots toppbetyg från universitetet valt att arbeta som hembiträde. Med sina goda referenser får hon lätt tjänst i tjänarstaben på Rutherford Hall.
Luther Crackenthorpe är änkling och bor på Rutherford Hall. Luthers far gjorde sig en förmögenhet på kextillverkning. Hans testamente lämnade Rutherford Hall i förtroende för hans äldsta barnbarn (för närvarande Cedric). Luther kan bo i huset hela livet och får inkomsterna från det kapital som hans far lämnat efter sig. Efter Luthers död ska kapitalet delas lika mellan Luthers efterlevande barn, så att andelen till de levande barnen stiger när varje syskon dör före Luther. Edmund, den förstfödde sonen, dog under andra världskriget. Den yngre dottern Edith dog fyra år innan romanen börjar och efterlämnade en son, Alexander. De återstående barnen är Cedric, en målare; Harold, en gift affärsman; Alfred, som gör skumma affärer; och Emma. Andra i familjens hem är Alexanders pappa Bryan Eastley och Alexanders vän James Stoddart-West. Den lokala läkaren Dr Quimper tar hand om Luther och är förälskad i Emma.
Lucy upptäcker päls från en kvinnas kappa och en billig puderdosa. Lucy tar med sig dessa till Miss Marple, som tror att mördaren tog bort kroppen från banvallen. Lucy hittar kvinnans kropp gömd i en sarkofag i stallet med Luthers samling av antikviteter.
Polisen, ledd av kommissarie Craddock, identifierar offrets klädsel som fransk. Deras efterforskningar får dem att tro att den döda kvinnan var en dansös som kallade sig "Anna Stravinska" och som hade försvunnit från en baletttrupp. "Anna Stravinska" är dock ett alias och polisen kan inte spåra hennes ursprung.
Emma berättar för polisen om två brev, ett från hennes bror Edmund och skrivet strax före hans död i Frankrike, och ett annat som hon fick några veckor innan kvinnans kropp hittades. Hennes bror hade sagt att han skulle gifta sig med en kvinna som hette Martine. Det senaste brevet verkade vara från Martine, som ville komma i kontakt med sin sons fars familj. Det blev inget andra brev, inte heller något möte med Martine. Polisen drar slutsatsen att kroppen i sarkofagen är Martines, tills Lady Stoddart-West, mor till James, avslöjar sin identitet. Hon bekräftar att Edmunds brev syftade på henne, men att han hade dött innan de kunde gifta sig. Hon sa ifrån bara för att hennes son berättade för henne om brevet som påstods komma från Martine. Efter Edmunds död hade Martine gått med i motståndsrörelsen och träffade under en kort tid Bryan Eastley som flydde genom Frankrike. På Rutherford Hall kände hon genast igen honom på "det sätt på vilket han stod och hans axlar". Denna händelse tycks imponera på miss Marple.
Hela familjen, förutom Bryan och Alexander, blir plötsligt sjuka, och det dröjer inte länge förrän Alfred hittas död i sitt hem. Curryn som Lucy gör den ödesdigra dagen visar sig innehålla arsenik. Efter att ha återvänt hem till London får Harold en leverans av tabletter från doktor Quimper, som hade sagt åt honom att inte ta fler. Harold tar dem; De blir förgiftade med akonitin och han dör.
Lucy ordnar afternoon tea på Rutherford Hall för miss Marple och mrs McGillicuddy. Miss Marple instruerar fru McGillicuddy att be att få gå på toaletten så snart de anländer. Miss Marple äter en smörgås med fiskpasta när hon låtsas kvävas av ett fiskben. Doktor Quimper rycker in för att hjälpa henne. Mrs McGillicuddy kommer in i rummet i samma ögonblick, ser doktorns händer på miss Marples hals och ropar: »Men det är ju han — det är mannen på tåget!»
Miss Marple insåg att hennes väninna skulle känna igen den verklige mördaren om hon såg honom igen i en liknande pose. Den döda kvinnan var Quimpers fru, som inte ville skilja sig från honom, så han dödade henne för att vara fri att gifta sig med Emma. Efter att Quimpers separerat hade hon gått med i en baletttrupp som Anna Stravinska. Quimpers plan växte till att döda Emmas bröder Alfred och Harold, så att arvet inte behövde delas.

## Karaktärer
- Miss Marple: detektiv och huvudperson.
- Elspeth McGillicuddy: vittne till mordet på tåget, en vän till Miss Marple.
- Lucy Eyelesbarrow: Miss Marples yngre medarbetare på Hall. Hon är en briljant deckare, skicklig kock och energisk hushållerska med ett gott rykte och utmärkt kundlista.
- David West: Han arbetar på British Railways och hjälper Miss Marple att veta vilka tåg som kan ha passerat det som Mrs McGillicuddy åkte med när hon bevittnade mordet. Han är andre son till Miss Marples brorson Raymond West.
- Luther Crackenthorpe: äldre änkling med ett livsintresse i Rutherford Hall, nära med pengar sedan hans egen far dog.
- Cedric Crackenthorpe: Luthers son, en bohemisk målare som bor på Ibiza. Som den äldste överlevande sonen kommer han att ärva Rutherford Hall och omgivande mark när hans far dör, utöver sin del av arvspengarna.
- Harold Crackenthorpe: Luthers son, gift affärsman i London, utan barn.
- Lady Alice Crackenthorpe: Harolds hustru, dotter till en fattig earl.
- Alfred Crackenthorpe: Luthers son, utan fast anställning, på gränsen till olaglig verksamhet.
- Emma Crackenthorpe: Luthers dotter, som bor hemma och tar hand om honom.
- Bryan Eastley: änkling efter Edith Crackenthorpe, Luthers avlidna yngre dotter.
- Alexander Eastley: son till Edith och Bryan, som kommer till Rutherford Hall på ett skollov.
- James Stoddart-West: skolkamrat till Alexander.
- Lady Stoddart-West: mor till James.
- Dr Quimper: Luthers husläkare.
- Kriminalinspektör Dermot Craddock: gudson till Sir Henry Clithering. (Craddock har tidigare varit med i Ett mord annonseras och Clithering i den boken samt i Miss Marples mysterier.)
- Armand Dessin: Inspektör vid prefekturen i Paris som bistår Craddock i utredningen. Närmare bestämt namnger han en försvunnen person, en god katolsk kvinna som lämnade sin baletttrupp i England, och som sedan dess inte har setts till av dem vid Ballet Maritski.
- Anna Stravinska: Dansare i baletten Maritski i Paris, som turnerade i England i sex veckor före jul. Hon lämnade truppen i England den 19 december. Artistnamn för Quimpers fru.
- Madame Joliet: Chef för baletten Maritski i Paris.

## Litterär betydelse och mottagande
Philip John Steads recension i The Times Literary Supplement (29 november 1957) drog slutsatsen att "Miss Christie trakasserar aldrig sina läsare, utan nöjer sig med att intrigera och roa dem".
Romanen recenserades i The Times den 5 december 1957 med orden: "Mrs Christies senaste är en mönsterdetektivhistoria; Man vänder sig hela tiden tillbaka för att verifiera ledtrådar, och inte en enda är irrelevant eller orättvis." Recensionen avslutades: "Kanske finns det ett lik eller två för mycket, men det finns aldrig en tråkig stund."
Deckarkollegan Anthony Berkeley Cox, som skrev under pseudonymen Francis Iles, recenserade romanen i The Guardian den 6 december 1957, där han erkände att han var besviken på verket: "Jag har bara medlidande med de stackars själar som inte kan njuta av Agatha Christies livliga berättelser; Men även om skarpsinnet inte är den minsta av denna anmärkningsvärda författares egenskaper, finns det en annan som vi letar efter hos henne, och det är upptäckt: äkta, stadig, logisk upptäckt, som tar oss steg för steg närmare mysteriets kärna. Tyvärr är det den kvalitén som saknas i 4.50 från Paddington. Polisen verkar aldrig få reda på en enda sak, och till och med Miss Marples (sic) ligger lågt och säger inget till punkt och pricka fram till det slutliga dramatiska avslöjandet. Det finns det vanliga lilla galleriet av intressanta och helt trovärdiga karaktärer och inget kunde vara lättare att läsa. Men var snäll och snälla Christie, lite mer av den där ojämförliga upptäckten nästa gång."
Robert Barnard sa om denna roman att det var "Ännu ett lokomotiv – mord sett när två tåg passerar varandra i samma riktning. Senare slår han sig ner i ett gammalt hederligt familjemord. Innehåller en av Christies få sympatiska självständiga kvinnor. Miss Marple löser tydligen brottet genom gudomlig vägledning, för det finns mycket lite ledtrådar eller logisk slutledning."

## Utgåvor (urval)
- 4.50 from Paddington. London: Published for the Crime Club by Collins. 1957. Libris 9739608 (engelsk originalutgåva)
- 4.50 från Paddington: detektivroman. Stockholm: Bonnier. 1958. Libris 1956570 (svensk originalutgåva)
- 4.50 från Paddington. Översättning: Helen Ljungmark. Stockholm: Bookmark. 2015.[12]

## Bearbetningar

### Film

#### Engelsk version
Boken filmatiserades 1961 med Margaret Rutherford i huvudrollen som Miss Marple. Detta var den första Miss Marple-filmen som gjordes. I en biroll syntes skådespelerskan Joan Hickson som på 1980-talet själv skulle spela Miss Marple på TV (se nedan).

#### Fransk version
Le crime est notre affaire är en fransk film från 2008 i regi av Pascal Thomas. Filmen är döpt efter boken Par i brott, och precis som boken med Tommy och Tuppence i huvudrollerna som detektivfigurerna, är filmen i själva verket en adaption av 4.50 från Paddington. Platserna och namnen skiljer sig åt, men historien är i stort sett densamma. Filmen är en uppföljare till Mon petit doigt m'a dit..., en film från 2004 av Pascal Thomas baserad på Ett sting i tummen. Båda utspelar sig i Savojen i nutid.

### TV

#### BBC 1987
BBC:s serie Miss Marple med Joan Hickson i huvudrollen följde i stort sett den ursprungliga handlingen med sin version från 1987 och har Joan Hickson i huvudrollen (som också medverkade som Mrs Kidder i filmen från 1961). Det finns dock flera ändringar:
- Familjens förgiftning är frånvarande.
- Alfred är fortfarande vid liv i slutet, även om han lider av en dödlig sjukdom som Dr Quimper tydligen feldiagnostiserade medvetet.
- Precis som i filmen från 1961 mördas Harold i vad som verkar vara en jaktolycka, och inte av förgiftade tabletter, eftersom Dr Quimper misstänkte att Harold visste vem offret var, eftersom Harold hade en djup passion för dans och samlade affischer av samma baletttrupp som hon var med i.
- Anna Stravinkas riktiga namn avslöjas som "Martine Isabelle Perrault" (i romanen är hennes riktiga namn okänt). Således är twisten där James Stoddard-Wests mor är Martine borttagen och den riktiga Martine syns inte.
- Kommissarie Craddock ersätts av kommissarie Duckham och de återkommande karaktärerna från BBC:s tv-serier, kommissarie Slack och sergeant Lake.
- I slutet säger Miss Marple entydigt att Lucy Eyelesbarrow kommer att gifta sig med Bryan Eastley.

#### ITV 2004
ITV anpassade romanen för serien Agatha Christies Marple 2004 med Geraldine McEwan i huvudrollen som Miss Marple. Titeln What Mrs McGillicuddy Saw! användes när den visades i USA. Versionen innehåller flera ändringar från romanen:
- Dr Quimpers förnamn, som inte nämns i romanen, anges som David. Hans karaktär ändrades till att vara mer sympatisk än han är i romanen. Hans motiv för att mörda sin fru är hans kärlek till Emma snarare än hans önskan om arvet efter Crackenthorpe.
- Endast två mord sker – Quimpers fru och Alfred. Harold är fortfarande vid liv i slutet.
- Både motivet för att döda Alfred och metoden för mordet på honom ändrades. Alfred såg Quimper plantera en falsk ledtråd på Hallens område, eftersom han visste att hans frus kropp skulle hittas. När Alexander och James visar ledtråden för familjen bestämmer sig Alfred för att utpressa Quimper, och skryter för Lucy om att han ska få pengar. När familjen blir sjuka vid middagen av en liten dos arsenik, dödas Alfred senare i sin säng av en dödlig injektion från Quimper; När han blir dödad ropar Alfred sin mördares namn. Quimper ser till att detta misstolkas som att han ropar på läkarens hjälp.
- I denna version är Alfred den äldste sonen efter Edmund och kommer att ärva Hall; Harold är den näst äldste sonen (han blir nästa i raden att ärva Hall efter att Alfred dör) och Cedric är den yngste sonen.
- Namnet på Luthers far ändras från Josia till Marcus och han tillverkade konfektyr i stället för tekakor.
- Romanens kommissarie Dermot Craddock ersätts av kommissarie Tom Campbell, en gammal vän till Miss Marple. Denna adaption slutar med att Lucy avvisar de två Crackenthorpe-männen till förmån för inspektören.
- Bryan är brittisk i romanen, men amerikan i adaptionen.
- Det sätt på vilket Miss Marple avslöjar Dr Quimper som mördaren förändrades; Den utspelar sig på ett tåg och McGillcuddy bevittnar den från ett förbipasserande tåg. När han avslöjas dras kommunikationssladdarna på båda tågen av, innan Tom arresterar Quimper medan Mrs McGillcuddy byter till deras tåg. Miss Marple avslöjar sedan allt i sin upplösning ombord på tåget.
- Edmund beskrivs ha dödats i slaget om Atlanten i december 1941, snarare än att dö vid Dunkerque 1940, och anses ha förlorats till sjöss. Dessutom beskrivs Ediths dödsorsak, som inte anges i romanen, som dödsfall i barnsäng.
- Anna Stravinskas riktiga namn är Suzanne Bellaine. Lucy hittar kroppen i ett mausoleum på Halls ägor, snarare än i en lada med antikviteter.
- Edmund gifte sig med Martine och tog med henne hem för att träffa hela sin familj. Besöket störs av Harold, som förgriper sig sexuellt på henne.
- Harold Crackenthorpes fru, Lady Alice, får en mycket större roll än i romanen.

Utöver dessa förändringar ses Miss Marple läsa Dashiel Hammetts "Woman in the Dark and Other Stories", vilket ger en intertextuell detalj som antyder att några av Miss Marples detektivinsikter kommer från hennes läsning av klassiska mordromaner samt hennes skarpsinniga förståelse av den mänskliga naturen.

#### 2005 års anime-adaption
Romanen anpassades som en uppsättning av 4 avsnitt av den japanska animerade TV-serien Agatha Christie's Great Detectives Poirot and Marple, som sändes 2005.

#### Japansk version 2018
TV Asahi anpassade romanen 2018 med Yuki Amami och Atsuko Maeda i huvudrollerna, med titeln Two Nights Drama Special: 4.50 from Paddington - Night Express Train Murder (japanska: アガサ・クリスティ 二夜連続ドラマスペシャル パディントン発4時50分〜寝台特急殺人事件〜) som den första kvällen. Den andra kvällen ägnades åt Spegeln sprack från kant till kant.

### Radio
Michael Bakewell dramatiserade romanen som ett enda 90-minutersavsnitt, som sändes första gången i mars 1997. June Whitfield spelade Miss Marple och Susannah Harker Lucy Eyelesbarrow.

### Datorspel
Den 17 juni 2010 släppte I-play ett nedladdningsbart sök-och-finn-spel baserat på 4.50 från Paddington (se externa länkar). Dialog varvat med sök-och-finn-pussel följer handlingen i den ursprungliga berättelsen. Föremål som nämns i dialogrutan är bland de som är gömda i varje omgång. Spelaren hittar platser på kartan med hjälp av textuella ledtrådar, vilket gör kartan till en scen med dolda föremål. Vid tre tillfällen under spelets gång ombeds spelaren att ställa upp hypoteser om mördarens identitet, men precis som i romanen finns det inte mycket relevant bevis. Till skillnad från spelen baserade på Mord på ljusa dagen, Mordet på Orientexpressen och Och så var de bara en, innehåller detta ingen faktisk upptäckt och till skillnad från de två sistnämnda lägger det inte till en extra karaktär för att representera spelaren. Detta är det 4:e i en serie av Oberon Games sök-och-finn-spel baserade på Agatha Christies romaner, de tre första var baserade på Döden på Nilen, Badortsmysteriet och Död mans fåfänga.

### Fotnoter
1. ↑  ”4.50 från Paddington (Inbunden 2015) Agatha Christie - Bokrecensioner”. www.bokrecension.se. http://www.bokrecension.se/9187441772. Läst 31 juli 2017.
2. 1 2  ”Review”. The Times Literary Supplement:  sid. 725. 29 November 1957.
3. 1 2  ”Review”. The Times. 5 december 1957.
4. 1 2  Iles, Francis (6 december 1957). ”Review”. The Guardian:  s. 14.
5. 1 2  Barnard, Robert (1990). A Talent to Deceive – an appreciation of Agatha Christie. Fontana Books. sid. 194. ISBN 0-00-637474-3
6. ↑  Marcus, J S (1 maj 2007). ”American Tribute to Agatha Christie: The Golden Years: 1953–1967”. http://home.insightbb.com/~jsmarcum/agatha53.htm. Läst 5 augusti 2018.
7. ↑  Bunson, Matthew (September 2000). The Complete Christie: An Agatha Christie Encyclopedia. Simon and Schuster. sid. 63–64. ISBN 978-0-671-02831-2. https://books.google.com/books?id=R3syC8weGO8C&pg=PA63. Läst 5 augusti 2018
8. ↑  ”4.50 från Paddington”. Litteraturmagazinet. Arkiverad från originalet den 1 augusti 2017. https://web.archive.org/web/20170801020435/http://www.litteraturmagazinet.se/agatha-christie/4-50-fran-paddington. Läst 31 juli 2017.
9. 1 2  richmcd (22 april 2012). ”The 4:50 From Paddington (Agatha Christie, 1957)”. Complete Disregard for Spoilers. https://completedisregard.com/2012/04/22/the-450-from-paddington-agatha-christie-1957/. Läst 31 juli 2017.
10. 1 2  ”Recension: "4.50 från Paddington" av Agatha Christie”. Bokdetektiven. Arkiverad från originalet den 31 juli 2017. https://web.archive.org/web/20170731230650/http://www.bokdetektiven.se/?p=4466. Läst 31 juli 2017.
11. ↑  ”4.50 From Paddington” (på amerikansk engelska). http://www.agathachristie.com/stories/450-from-paddington. Läst 31 juli 2017.
12. ↑  1890-1976., Christie, Agatha, (2015). 4.50 från Paddington. Bookmark. ISBN 9789187441776. OCLC 942264400. https://www.worldcat.org/oclc/942264400
13. ↑  ”Agatha Christie's Miss Marple: 4:50 from Paddington (TV Movie 1987)”. http://www.imdb.com/title/tt0092497/. Läst 31 juli 2017.
14. ↑  ”天海祐希×沢村一樹、『アガサ・クリスティ』の世界を語る”. ORICON NEWS. 24 mars 2018. https://www.oricon.co.jp/news/2108184/full/. Läst 13 november 2019.
15. ↑  ”Arkiverade kopian”. テレビドガッチ (プレゼントキャスト). 1 februari 2018. Arkiverad från originalet den 17 september 2020. https://web.archive.org/web/20200917190519/https://dogatch.jp/news/ex/52091/detail/. Läst 13 november 2019.